# Papua New Guinea Defence Force
La Papua New Guinea Defence Force (in italiano: Forza di Difesa di Papua Nuova Guinea), nota anche con l'acronimo PNGDF, è la forza armata unificata della Papua Nuova Guinea, costituitasi nel gennaio 1973 all'atto dell'indipendenza dal Pacific Islands Regiment, un reparto dipendente dall'Esercito australiano per il presidio dei territori mandatari nel Pacifico sud-occidentale. Non appena formata, contava 3 750 uomini e fu affiancata da 465 soldati australiani, incaricati di guidare il nuovo complesso militare nell'addestramento e di fornire supporto tecnico. All'inizio degli anni duemila la PNGDF era diminuita a circa 2 100 soldati, in seguito a un ridimensionamento voluto dal governo, ed era suddivisa in una componente terrestre, una componente aerea e una componente marittima. Tuttavia i vertici dello Stato hanno previsto, per il 2018, di reincrementare gli effettivi in servizio attivo a 5 000.
La PNGDF è una forza congiunta il cui compito primario è la difesa dell'integrità del territorio nazionale della Papua Nuova Guinea da offese esterne; riveste inoltre funzioni relative al consolidamento dell'autorità statale e alle attività di sicurezza interna: le forze armate sono destinatarie del 4% della spesa pubblica e sono oggetto di sostegno logistico, dottrinario e addestrativo da parte di Australia, Nuova Zelanda e Stati Uniti d'America in primis. La componente terrestre include due battaglioni di fanteria, un battaglione del genio, uno squadrone di comunicazioni, un'unità addetta alla bonifica di ordigni esplosivi e un plotone di medicina preventiva. La componente aerea è costituita da un unico stormo dotato di diversi elicotteri e aerei da trasporto tattico leggeri. La componente marittima, infine, riunisce quattro motovedette classe Pacific e due mezzi da sbarco classe Balikpapan. Le forze terrestri dipendono dal quartier generale della PNGDF e le altre due componenti hanno ciascuna il proprio stato maggiore, ma non esiste un comandante in capo delle tre branche. La PNGDF risponde al Ministro della Difesa.

## Air Operations Element

### Aeromobili in uso
Sezione aggiornata annualmente in base al World Air Force di Flightglobal del corrente anno. Tale dossier non contempla UAV, aerei da trasporto VIP ed eventuali incidenti accorsi durante l'anno della sua pubblicazione. Modifiche giornaliere o mensili che potrebbero portare a discordanze nel tipo di modelli in servizio e nel loro numero rispetto a WAF, vengono apportate in base a siti specializzati, periodici mensili e bimestrali. Tali modifiche vengono apportate onde rendere quanto più aggiornata la tabella.
| Aeromobile         | Origine       | Tipo               | Versione (denominazione locale) | In servizio (2024) | Note | Immagine |
| Aerei da trasporto |               |                    |                                 |                    | |          |
| PAC P-750 XSTOL    | Nuova Zelanda | aereo da trasporto | P-750XL                         | 3                  | 1 P-750XL ordinato nel 2016 e ricevuto a settembre 2021, più 2 ulteriori esemplari ordinati nel 2016 e consegnati il 2 novembre 2023. |          |
| Elicotteri         |               |                    |                                 |                    | |          |
| Bell 212           | Stati Uniti   | elicottero utility | Bell 212                        | 2?                 | |          |